# Grand Prix Jef Scherens 1981
La 17e édition du Grand Prix Jef Scherens a eu lieu le 20 septembre 1981. Elle a été remportée par le Néerlandais Jan Raas.

## Classement final
Jan Raas remporte la course en parcourant les 214 km en 5 h 10 min 0 s à la vitesse moyenne de 41,419 km/h.
| Classement final | Classement final      | Classement final | Classement final               | Classement final  |
|                  | Coureur               | Pays             | Équipe                         | Temps             |
| ---------------- | --------------------- | ---------------- | ------------------------------ | ----------------- |
| 1er              | Jan Raas              | Pays-Bas         | TI-Raleigh-Creda               | en 5 h 10 min 0 s |
| 2e               | Rudy Pevenage         | Belgique         | Capri Sonne-Koga Miyata        |                   |
| 3e               | Sean Kelly            | Irlande          | Splendor-Wickes                |                   |
| 4e               | Patrick Versluys      | Belgique         | Boule d'Or-Sunair-Colnago      |                   |
| 5e               | Ludo Delcroix         | Belgique         | Capri Sonne-Koga Miyata        |                   |
| 6e               | Etienne Van Der Helst | Belgique         | Safir-Galli-Ludo               |                   |
| 7e               | Eddy Verstraeten      | Belgique         | Vermeer Thijs-Mimo Salons-Gios |                   |
| 8e               | Luc Colijn            | Belgique         | Daf Trucks-Cote d'Or-Gazelle   |                   |
| 9e               | Johan Louwet          | Belgique         | Safir-Galli-Ludo               |                   |
| 10e              | Eric Van De Wiele     | Belgique         | Capri Sonne-Koga Miyata        |                   |
| modifier         |                       |                  |                                |                   |